# أصغر علي شاه
أصغر علي شاه (مواليد 21 يناير 1978) هو ملاكم باكستاني، مثّل بلاده في الألعاب الأولمبية الصيفية في دورتي 2000 و2004.

## روابط خارجية
أصغر علي شاه على موقع بوكس ريك (الإنجليزية) (registration required)
- أصغر علي شاه على موقع أوليمبيديا (الإنجليزية)